# 4351 Nobuhisa
4351 Nobuhisa је астероид главног астероидног појаса чија средња удаљеност од Сунца износи 2,853 астрономских јединица (АЈ).
Апсолутна магнитуда астероида је 12,6.